# Борейшо, Менахем
Мена́хем Боре́йшо (идиш מנחם באָריישאָ‎; настоящая фамилия Гольдберг; 1888—1949) — еврейский поэт, эссеист и журналист. Писал на идиш.

## Биография
Родился в семье учителя иврита Аарона Ноаха Гольдберга и Фанни Борейшо. Младший брат — Лейб.
Учился в русской школе в Бресте. До 1920-х носил псевдоним Менахем. В 1905 переехал в Варшаву, где он дебютировал в 1906 серией песен в издании «Дэр тог». Позже он стал одним из ведущих молодых поэтов на идиш. Занимался также журналистикой, сотрудничал с изданиями «Хайнт» и «Дос йидишэ вохнблат». Перед началом Первой мировой войны им была написана оперетта «Ханка», которая была поставлена на сцене театра Каминских в Варшаве.
К началу Первой мировой войны уехал в Швейцарию, а оттуда в США. В Нью-Йорке некоторое время сотрудничал в газете «Дэр тог» и писал для ряда других периодических изданий на идиш. В период с 1917 по 1929 возглавлял отдел печати на идиш в Джойнте. В 1924 был одним из редакторов ежемесячного журнала «Тэалит». С 1926 (до 1929) сотрудничал в коммунистической газете «Фрайхайт» (Нью-Йорк). С 1947 вновь сотрудничает в «Дэр тог».
Последние незаконченные поэмы Борейшо вышли посмертно в сборнике «Дурх дойрэс» («Сквозь поколения», 1950).

### Произведения
- «Пойлн» («Польша»), 1904;
- «А ринг ин дэр кэйт» («Звено в цепи»), 1916;
- «Замд» («Песок»), 1917;
- «Завл Римэр», 1923;
- автобиографическое произведение «Дэр гэйэр» («Странник», тт. 1-2, 1943);